# Montdragon
Montdragon är en kommun i departementet Tarn i regionen Occitanien i södra Frankrike. Kommunen ligger i kantonen Lautrec som tillhör arrondissementet Castres. År 2022 hade Montdragon 613 invånare.

## Befolkningsutveckling
Antalet invånare i kommunen Montdragon
| Referens: INSEE |